# Хари Ларсен
 Хари Јулијус Ларсен (дан. Harry Julius Larsen; Килкеруп, 4. септембар 1915 — Копенхаген, 12. август 1974) био је дански веслачки репрезентативац. Веслао је у двојцу без кормилара, а био је члан веслачког клуба Соре из Соре.
Ларсен се у пару са Петером Олсеном, такмичио на Летњим олимпијским играма 1936. у Берлину. Стигли су други иза двојаца Немачке. Освојена сребрна медаља била је прва сребрна олимпијска медаља у веслању за Данску. Пре ове на Олимпијским играма 1912. у Стокхолму дански четверац с кориларом, освојио је бронзану медаљу.